# Widdringtonia whytei

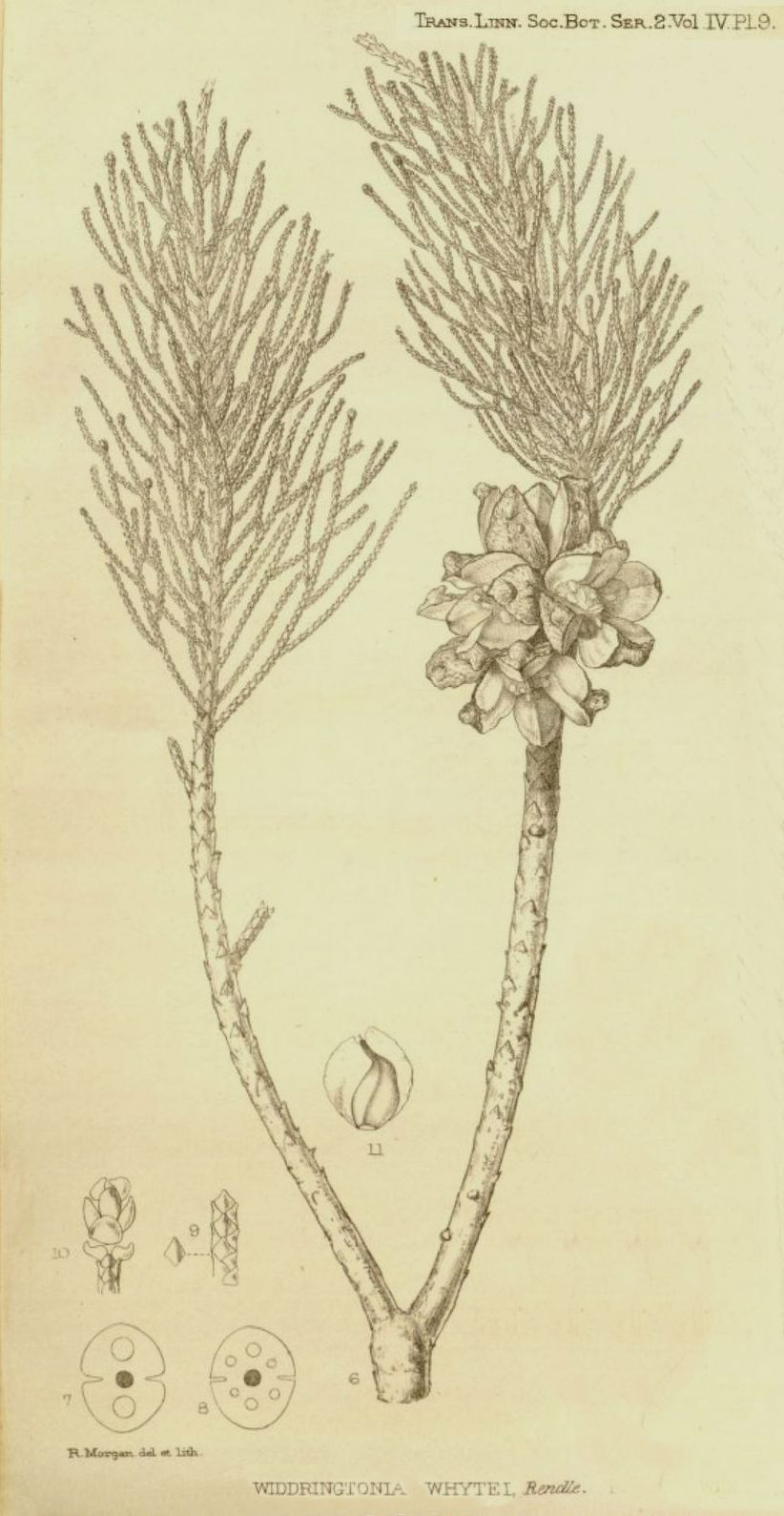
Placa de Robert Morgan (1863-1900)

Widdringtonia whytei, o xiprer de Mulanje, és una espècie de conífera originària de Malawi, on és endèmica del massís de Mulanje a altituds de 1.830 a 2.550 metres. S'ha posat en perill d'extinció a conseqüència de la sobreexplotació de la seva fusta i de l'augment de la freqüència dels incendis forestals a causa de l'activitat humana. Es considera l'arbre nacional de Malawi.

## Descripció
És un gran arbre de fulla perenne que arriba als 40-50 m d'alçada. Les fulles són escatades, d'entre 1,5 i 3,5 mm de llarg i entre 1 i 1,5 mm d'ample en brots petits, fins a 10 mm de llarg en brots de creixement fort, i disposats en parells decussats oposats. Els estròbils són globosos, d'entre 1,5 i 2,2 cm de llarg, amb quatre escates.

## Distribució
L'espècie Widdringtonia nodiflora és comuna a Sud-àfrica i Zimbabwe en la seva forma nana que té poca més alçada que un arbust de matollar. És només a la muntanya Mulanje i Mchese on es troba una forma d'arbre estretament relacionada, Widdringtonia whytei, comunament coneguda com a fusta de cedre de Mulanje, però rebatejada com "xiprer de Mulanje" per la Universitat de Witwatersrand, per reflectir millor les seves relacions botàniques. La Widdringtonia nodiflora és menys valuosa econòmicament que la Widdrigtonia whytei.
En aquestes muntanyes l'arbre es limita a altituds entre 1830 i 2550 metres, i normalment es limita a valls on la topografia proporciona certa protecció contra el foc. Més comunament es troba en petits boscos entre vessants de praderies ondulades, entre pares de roca escarpades, de granit.
La fusta és de color vermell pàl·lid, de gra recte i agradablement fragant. Les seves principals qualitats són que és extremadament durador, sent resistent als atacs de tèrmits, insectes de la fusta i fongs. Per aquests motius, la fusta va assolir una importància econòmica important durant les tres primeres dècades del segle xx, quan va tenir una gran demanda de treball en desenvolupament. És la fusta més utilitzada en la fabricació d'arts i artesanies locals, vaixells de pesca per al llac Malawi, així com en la construcció i la decoració de molts edificis de prestigi.

## Amenaça d'extinció
A causa de l'alta demanda de la seva fusta i de les condicions ecològiques canviants a la muntanya, l'arbre està en perill d'extinció. El xiprer de Mulanje és una espècie pionera, no una espècie de clímax, això vol dir que és bona per aprofitar llocs que de sobte s'alliberen d'altres espècies competidores, però no té èxit en la competició oberta. Així, quan es produeix un incendi que destrueix els arbres en una zona de bosc, el cedre de Mulanje normalment serà la primera espècie d'arbre a restablir-se. Altres espècies arribaran més tard, però com que el cedre creix relativament ràpid, no tindrà competència per la llum solar.

### Regeneració
Si la zona no es pertorba, els xiprers continuaran creixent bé i altres espècies més tolerants a l'ombra entraran i formaran un dens dosser a sota. Aleshores, el sòl del bosc es tornarà fosc i el cedre jove, sent relativament exigent, no prosperarà. Només si hi ha més pertorbacions a la zona que permeten molta llum al sòl forestal, es podran establir quantitats importants de cedre. Així, el foc és un requisit previ essencial per a una regeneració densa, uniforme i natural. El temps entre incendis també és fonamental. Si els incendis són massa freqüents, els arbres joves es mataran abans que puguin produir llavor ; si els focs són massa poc freqüents, els arbres moriran abans que es creï espai per a les seves llavors. Generalment, es diu que si hi hagués un foc entre cada 100 o 200 anys seria ideal. Durant els darrers anys, però, a causa de l'augment de la població d'agricultors de subsistència al voltant de la base de la muntanya, els incendis que s'estenen amunt i per la muntanya, especialment en l'estació seca, s'han fet més freqüents. És evident que la majoria dels arbres joves s'estan talant abans que arribin a la maduresa.

## Conservació

### Funció del Departament Forestal
El Departament Forestal ofereix als boscos de cedres protecció contra incendis perjudicials. Cada any, a l'inici de l'estació seca, centenars de quilòmetres de tallafocs es netegen de vegetació per proporcionar barreres que impedeixin l'avanç dels incendis. A més, es fa una crema controlada precoç per reduir l'acumulació de material combustible que, d'altra manera, podria provocar incendis molt intensos i perjudicials més tard en l'estació seca. Per a una major seguretat, les bandes d'espera d'incendis equipades amb equips d'extinció d'incendis estan estacionades a cadascuna de les zones de l'altiplà sempre que hi hagi risc d'incendi.
A més de proporcionar protecció contra incendis, el Departament Forestal i l'Associació per Conservar la Muntanya Mulanje (MMCT) controlen acuradament l'ús dels arbres. En el seu dia, el Departament Forestal podia emetre llicències per talar-los, però com que encara hi havia una gran quantitat de serrats il·legals en fossa, la temporada està tancada des del 2007. Però, per descomptat, el serrat de fossa no es va aturar. El mercat negre de la fusta de cedre va créixer i encara no s'ha aturat. Tota la fusta de cedre serrada a partir del 2007 és fusta il·legal i pot ser confiscada per Forestal, MMCT i la Policia de Malawi. Des de l'any 2009 també hi ha Grups Forestals Armats patrullant els cúmuls de Cedar, per aturar els serradors il·legals.

### Altres esforços de conservació
Però els tallafocs i les patrulles no són les úniques coses que es fan per conservar l'Arbre Nacional de Malawi. La silvicultura ha establert un programa de plantació per repoblar el cedre de Mulanje (xiprer). A la temporada de pluges 2008/09 es van plantar més de 50.000 plàntules a la muntanya Mulanje amb una taxa de supervivència estimada de més del 30%.
Però el problema encara no està resolt. La conservació s'ha de continuar amb una intensitat creixent. La Widdringtonia whytei encara figura com a "Amenaçada-En perill (UICN 2.3)" a la Llista Vermella anual publicada per la Unió Internacional per a la Conservació de la Natura (UICN). Si no es continua amb el treball de conservació, el noble cedre de Mulanje, l'arbre nacional de Malawi, probablement s'extingirà als rodals naturals en pocs anys.